# Karl Schell (Komponist)

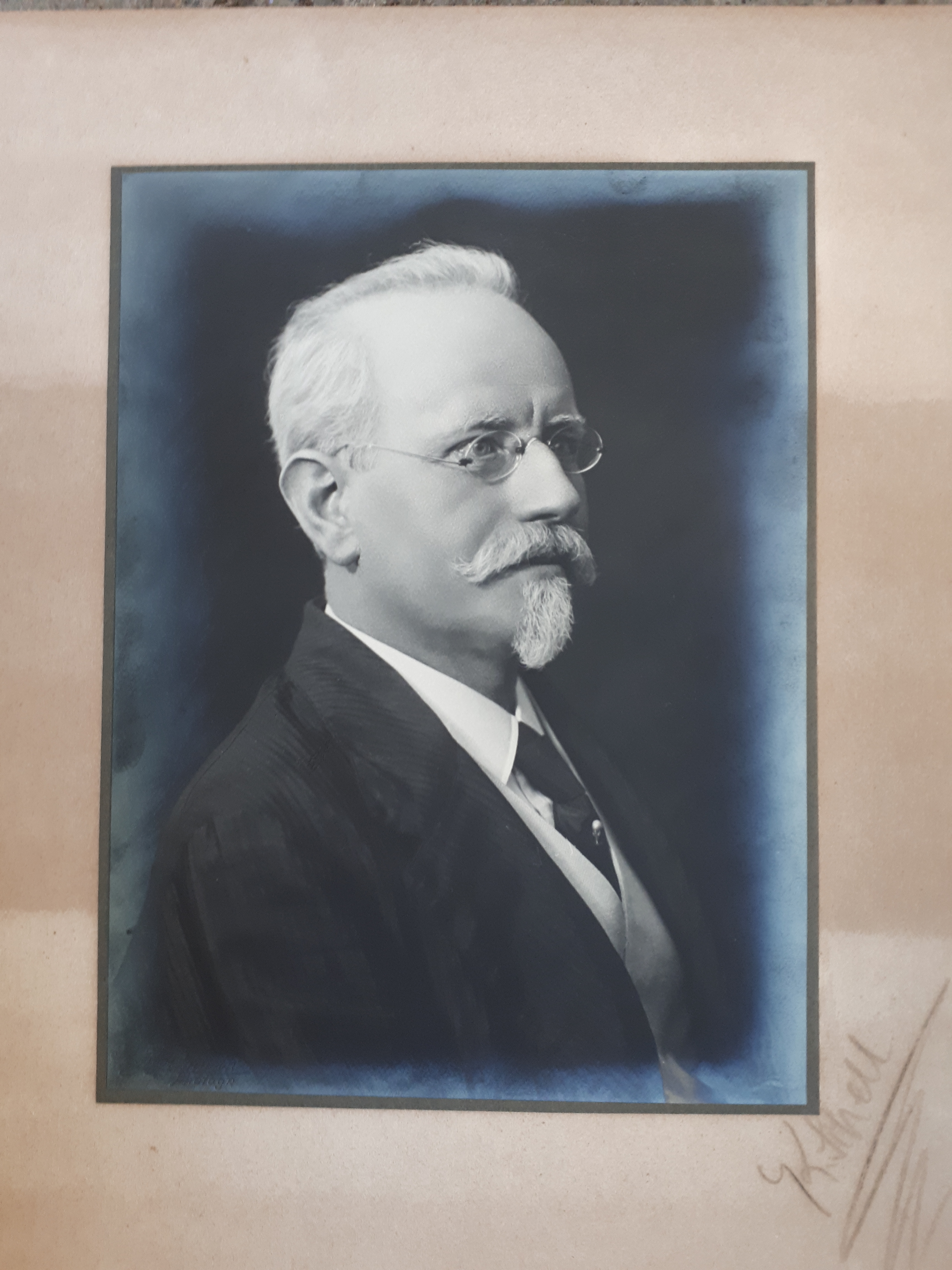
Karl Schell

Karl Schell (* 26. Januar 1864 in Freiburg im Breisgau; † 11. April 1936 in Basel) war ein Schweizer Komponist, Dirigent und Organist.
Seit 1886 wirkte er in Basel als Dirigent von Blasorchestern und Chören sowie als Organist (u. a. der St. Clarakirche). Als Dirigent der Stadtmusik Basel – damals hiess sie noch Basler Musikverein – hat er jahrelang gewirkt.
In seinem kompositorischen Œuvre befinden sich Chor- und Blasorchesterwerke. Für die Basler Fasnacht hat er zahlreiche Stücke komponiert und bearbeitet. Er gründete in Basel einen Eigenverlag, der in Blasmusikkreisen einen guten Namen genoss.

## Werke

### Werke für Blasorchester
- 1909: Festliches Vorspiel zu einer patriotischen Feier.
- 1909: Hie Basel, hie Schweizerboden!
- 1927: Im Hochwald. Ouvertüre
- 1931: Grotta azzura. Ouvertüre
- 1931: Präludium und Scherzo, opus 36a
- An Mozart. Ouvertüre
- Basler Feschtspiel-Märsche.
- Der Grenze zu.
- Glopfgaischt.
- Mein Schweizerland, wie lieb ich dich! Fantasie über Vaterlandslieder
- Morgenstreich.
- Sieg. Ouvertüre

### Werke für Chor
- 1898 Drei Männerchöre, opus 15
- Lieder unserer Heimat! 106 Schweizerische Volks- und Vaterlandslieder zum Singen und Spielen für Piano.

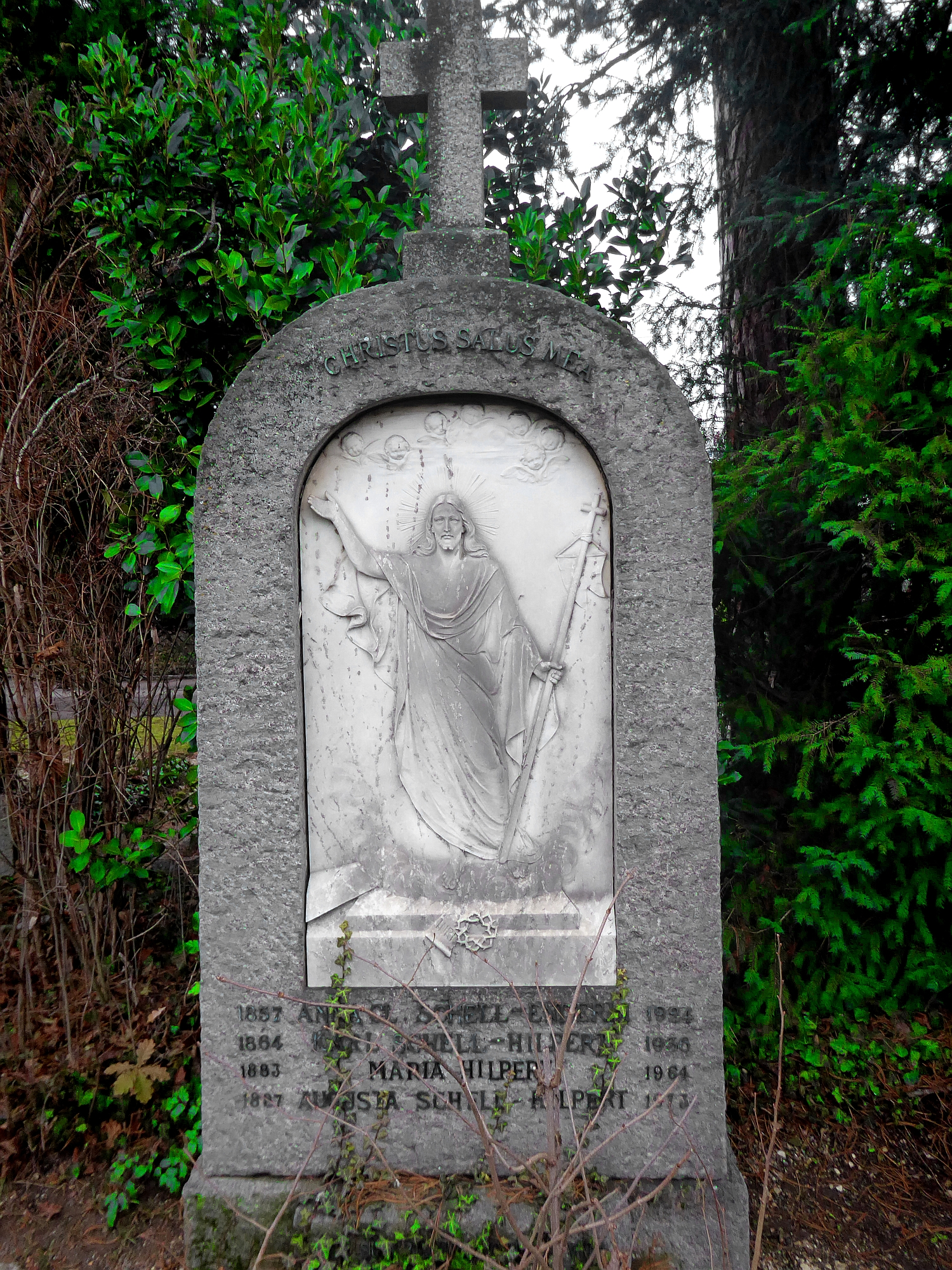
Grab auf dem Friedhof Wolfgottesacker, Basel
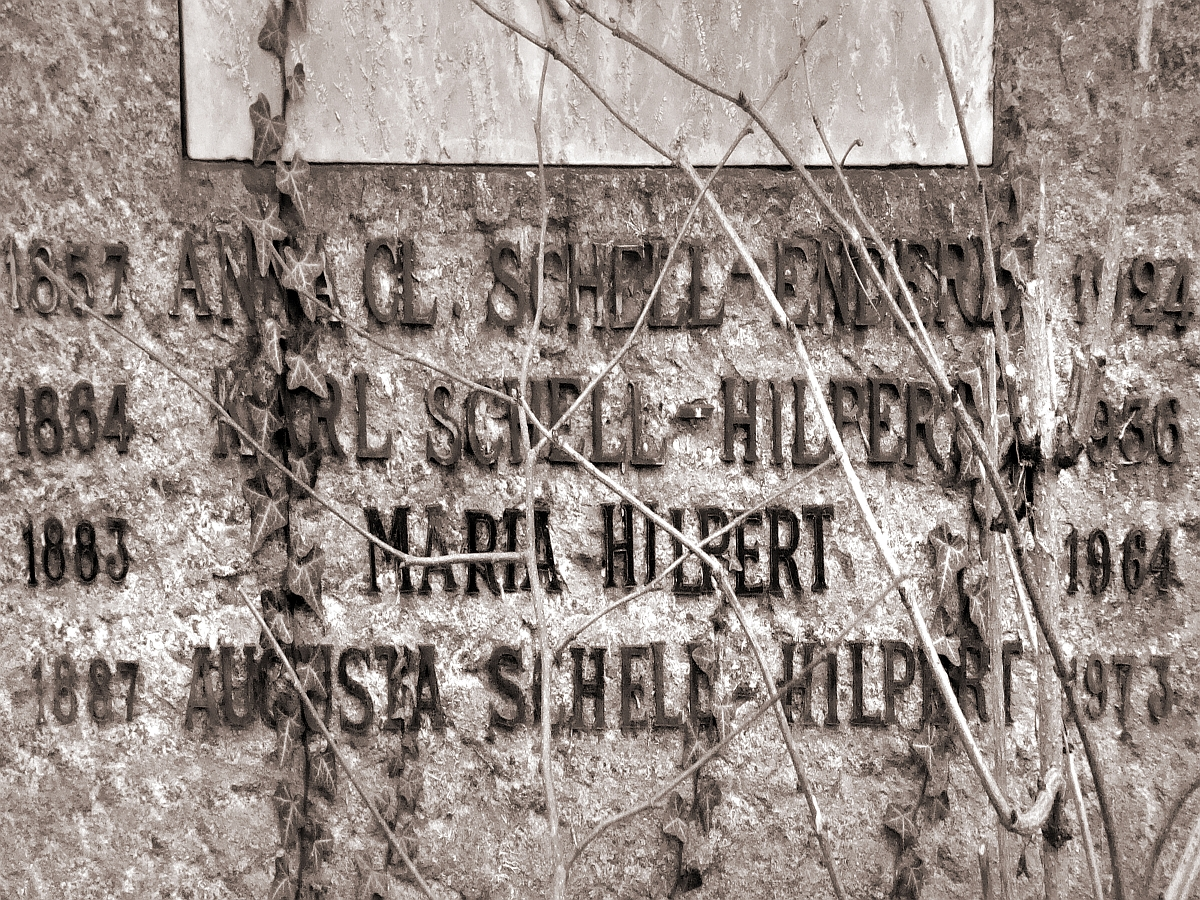
Grab auf dem Friedhof Wolfgottesacker, Basel